# Harald Meschendörfer
Harald Meschendörfer (Brassó, 1909. június 14. – Brassó, 1984. szeptember 23.) erdélyi szász festő és grafikus.

## Életútja
Apja Adolf Meschendörfer író volt. 1927 – 1932 között Harald Meschendörfer Münchenben, Berlinben és Párizsban tanult, 1932-től kezdődően Brassóban dolgozott. 1953 – 1969 között a brassói népművészeti iskolában is tanított.
Édesapjának több könyvéhez ő készítette a fedőlapot. Jellegzetesek virágmotívumos akvarelljei, valamint kollázstechnikával készített, a régi Brassót ábrázoló művei. Szívesen foglalkozott kalligráfiával és tervezett betűkészletet is.
1955-től kezdődően bélyegtervezőként is tevékenykedett. Az első sorozata az három bélyegből álló Az erdő hónapja volt. A második sorozata, A Kárpátok flórája, 1957 júliusában jelent meg. (Eredetileg mindegyik bélyegen rajta kellett volna legyen a tervező nevének kezdőbetűje, de a nyomtatás előtt úgy döntöttek, hogy a kezdőbetűket eltávolítják a matricákról. Nem lehet tudni, hogy véletlenül-e vagy akarattal, két helyen bent maradt az M betű, így az 1,55 lejes és 1,75 lejes tömbök mindegyikében egy-egy példány tartalmazza azt. Ezek a bélyegek román filatéliai ritkaságnak számítanak.) Az 1960-as évek végéig a Román Posta 152 bélyeget adott ki Harald Meschendörfer grafikájával. Az általa tervezett bélyegek 1958 és 1966-ban Bukarestben, 1964-ben Párizsban nyertek díjat.